# Team Pechstein - the internationals
Team Pechstein - the internationals was een schaatsploeg rondom langebaanschaatser Claudia Pechstein. Coach was de Amerikaan Peter Mueller, manager was Ralf Grengel.

## Ontstaan
Vanaf 14 januari 2011 stelt Pechstein haar comeback in het teken van de Winterspelen; aanvankelijk voor de Olympische Winterspelen 2014 om daar haar tiende olympische medaille binnen te halen. Dit team - Mission Sochi 2014 - dat ook rondom haar was opgezet schaatsten landgenoten Robert Lehmann, Monique Angermüller en Bente Kraus. Voor de ploegenachtervolging probeerde Pechstein met Kraus samen te werken naar dat doel. Op 25 juli 2013 maakte haar management dit team bekend.
Het eerste doel werd behaald tijdens de eerste wereldbekerwedstrijd van het seizoen; Pechstein won de 3000 meter in 3.59,04. Op 8 december 2013 echter bleek dat Duitsland zich voor de ploegenachtervolging definitief niet geplaatst heeft.
Voor het seizoen 2016/2017 werd de ploeg vernieuwd met drie buitenlandse schaatsers en coach Peter Mueller.

### 2017-2018
In het seizoen 2017-2018 bestond de ploeg uit de volgende internationale schaatsers.
| Vrouwen           | Vrouwen                  | Mannen              | Mannen                     |
| Naam              | Specialisatie            | Naam                | Specialisatie              |
| ----------------- | ------------------------ | ------------------- | -------------------------- |
| Claudia Pechstein | 1500, 3000 en 5000 meter | Alexander Waagenes  | 1500, 5000 en 10.000 meter |
|                   |                          | Sandor Bence Dékány |                            |
|                   |                          | Jevgeni Serjajev    | 5000 en 10.000 meter       |
|                   |                          | Ole Bjørnsmoen Næss | 5000 en 10.000 meter       |
|                   |                          | Ko Valler           |                            |